# Nueva Rumasa
Nueva Rumasa és un grup empresarial espanyol que pertany a l'empresari José María Ruiz-Mateos creat el 1983 amb la voluntat de reconstruir el que era Rumasa abans que fos expropiada per l'Estat, quan comptava amb 700 empreses. El 17 de febrer de 2011 va iniciar un procés de concurs de creditors a les seves 10 empreses més grans.
El nom prové de l'acrònim de l'antiga Rumasa: "Ruiz Mateos Sociedad Anónima".

## Diferències amb Rumasa
Nueva Rumasa, diferentment de la Rumasa original, no és un holding (una empresa que posseeix la majoria de les accions d'altres) sinó un grup d'empreses que es gestionen coordinadament però sense dependència financera. A més, la família Ruiz-Mateos ha evitat adquirir bancs i companyies d'assegurances.

## Empreses i marques
El grup empresarial es compon de diverses divisions segons el tipus de producte de les diferents empreses: 
1. Alimentàries: marques Cacaolat, Apis, Dhul, Clesa, Fruco, Elgorriaga o Trapa.[2]
2. Bodegues i begudes: fabrica vi, rom, ponx, xerès o brandi, entre d'altres.[3]

També compta amb empreses subsidiàries dedicades a la distribució, i una cadena de 18 hotels. A més, el grup controla el club de futbol Rayo Vallecano.
Després d'un fort procés d'expansió finançat, entre d'altres, mitjançant pagarés, accentuat als anys 2009 i 2010, va iniciar un concurs de creditors de les seves deu major empreses. Així, acollint-se a l'article 5.3 de la Llei Concursal té un termini màxim de quatre mesos des del 17 de febrer de 2011 per a negociar amb els creditors i així evitar una possible situació de suspensió de pagaments.